# Brseč
Brseč (italijansko Borsezio) je mestece na vzhodni obali polotoka Istra in najzahodnejše izmed naselij Opatijske riviere, ki upravno spada pod občino Mošćenička Draga; le-ta pa spada pod Primorsko-goransko županijo. Postavljeno je na pečinah 157 metrov nad Kvarnerskim zalivom. Strnjeni osrednji del srednjeveškega naselja se je gradil postopoma znotraj obrambnega zidu, ki se je ohranil v temeljih hiš. V današnji čas je ohranjeno slikovito srednjeveško mestno jedro s cerkvijo Sv. Jurija, ki je bila obnovljena in povečana v 18. stoletju.
V Brseču je bil rojen in pokopan hrvaški kardinal Josip Uhač.

### Zgodovina
Brseč je staro srednjeveško naselje, ki se nahaja na severovzhodnem delu istrskega polotoka na Hrvaškem. V zgodovini je bil pomemben zaradi svojega strateškega položaja in naravnih obrambnih zmožnosti, ki jih ponuja njegova lega na visokem klifu nad Jadranskim morjem. V srednjem veku so bili v Brseču zgrajeni trdnjava in cerkve, katerih ostanki so še vedno vidni. Skozi stoletja je Brseč prešel pod vladavino različnih imperijev in držav, vključno z Beneško republiko, Habsburško monarhijo in Jugoslavijo.

### Lega
Brseč je naselje, ki se nahaja na skalnatem pobočju, približno 150 metrov nad morsko gladino. Ponuja osupljiv pogled na Jadransko morje in obalo. Zaradi svoje geografske lege je Brseč idealen kraj za opazovanje sončnih zahodov in naravnih lepot Jadrana. V bližini so tudi številne peščene in prodnate plaže, skrite med skalnimi obalami, ki privabljajo številne obiskovalce. Brseč je obkrožen z mediteranskim rastlinstvom in ponuja številne pohodniške poti, ki vodijo skozi naravne lepote tega območja.
- Sveti Juraj
- Mestna cisterna
- Ulica v Brseču
- Detajl z ulice

## Demografija
Brseč je majhno naselje, ki v preteklosti ni imelo velikega števila prebivalcev. Kljub temu je bil vedno znani zaradi svoje kulture, zgodovine in tradicije. Prebivalstvo je v glavnem sestavljeno iz Hrvatov, z nekaj manjšinskimi skupnostmi. V zadnjih desetletjih je zaradi turizma prišlo do povečanja števila obiskovalcev in priseljencev.
| Pregled števila prebivalcev po letih | Pregled števila prebivalcev po letih | Pregled števila prebivalcev po letih | Pregled števila prebivalcev po letih | Pregled števila prebivalcev po letih | Pregled števila prebivalcev po letih | Pregled števila prebivalcev po letih | Pregled števila prebivalcev po letih | Pregled števila prebivalcev po letih | Pregled števila prebivalcev po letih | Pregled števila prebivalcev po letih | Pregled števila prebivalcev po letih | Pregled števila prebivalcev po letih | Pregled števila prebivalcev po letih | Pregled števila prebivalcev po letih |
| ------------------------------------ | ------------------------------------ | ------------------------------------ | ------------------------------------ | ------------------------------------ | ------------------------------------ | ------------------------------------ | ------------------------------------ | ------------------------------------ | ------------------------------------ | ------------------------------------ | ------------------------------------ | ------------------------------------ | ------------------------------------ | ------------------------------------ |
| 1857                                 | 1869                                 | 1880                                 | 1890                                 | 1900                                 | 1910                                 | 1921                                 | 1931                                 | 1948                                 | 1953                                 | 1961                                 | 1971                                 | 1981                                 | 1991                                 | 2001                                 |
| 135                                  | 128                                  | 199                                  | 366                                  | 257                                  | 264                                  | 504                                  | 432                                  | 191                                  | 201                                  | 205                                  | 189                                  | 147                                  | 121                                  | 131                                  |